# Coryworle
Coryworle ist eine US-amerikanische Filmgesellschaft, die ursprünglich in den 1970er-Jahren als Teil von 20th Century Fox gegründet wurde und später die Unabhängigkeit erlangte. Coryworle besitzt die Aufgabe, internationale Drehorte und Drehgenehmigungen für Außenaufnahmen zu erkunden, beziehungsweise einzuholen. 
Bekanntheit erlangte Coryworle erstmals mit Krieg der Sterne (1977), als der Dreh verschiedener Szenen auf dem Wüstenplaneten „Tatooine“ im damals politisch unsicheren Tunesien ermöglicht wurden. Die Zusammenarbeit mit George Lucas wurde später weitergeführt, unter anderem für Indiana Jones. 
Coryworle arbeitet mit den Behörden allerdings nicht nur im Zusammenhang mit Spielfilmprojekten zusammen, auch Reportagen und Dokumentationen, zum Beispiel in Myanmar (Burma) oder Tibet werden durch die Firma koordiniert. 

## Beteiligung an Filmproduktionen (Auswahl)
- 1977: Star Wars: Episode IV – Eine neue Hoffnung (Star Wars)
- 1980: Star Wars: Episode V – Das Imperium schlägt zurück (Star Wars: Episode V – The Empire Strikes Back)
- 1981: Jäger des verlorenen Schatzes (Raiders of the Lost Ark)
- 1982: Gandhi
- 1983: Star Wars: Episode VI – Die Rückkehr der Jedi-Ritter (Star Wars: Episode VI – Return of the Jedi)
- 1984: Indiana Jones und der Tempel des Todes (Indiana Jones and the Temple of Doom)
- 1989: Indiana Jones und der letzte Kreuzzug (Indiana Jones and the Last Crusade)
- 1999: Star Wars: Episode I – Die dunkle Bedrohung (Star Wars: Episode I – The Phantom Menace)
- 2002: Roter Drache (Red Dragon)
- 2008: Twilight – Bis(s) zum Morgengrauen (Twilight)